# Paolo Lega
Paolo Lega, noto anche con lo pseudonimo di Marat (Lugo, 9 dicembre 1868 – Cagliari, 25 settembre 1896), è stato un anarchico italiano. Il 16 giugno 1894 fu autore di un fallito attentato contro il presidente del Consiglio italiano Francesco Crispi.

## Biografia

### Formazione
Falegname di professione, diventa repubblicano a 15 anni e poco dopo anarchico. A Genova viene descritto dalla polizia come "indefesso agitatore e organizzatore di scioperi e dimostrazioni" e diventa gerente del periodico Primo Maggio. Soggetto a frequenti arresti per la sua attività politica, nel 1894 matura il progetto di uccidere il Presidente del Consiglio Francesco Crispi per vendicare le vittime della repressione contro i Fasci siciliani e gli scioperanti della Lunigiana.

### Attentato a Crispi
Armato di due pistole, si recò il 16 giugno 1894 in via Gregoriana a Roma ad attendere il passaggio della carrozza del Presidente del Consiglio. La prima pistola si inceppò, ma con la seconda riuscì a sparare due colpi, mancando però il bersaglio. Il pronto intervento del cocchiere, che riuscì a disarmarlo con un colpo di frusta, fece fallire l'attentato.

### Conseguenze politiche
Crispi trarrà vantaggio dallo sgomento suscitato da questo attentato e da quello provocato dall'uccisione, da parte di Sante Caserio del Presidente della Repubblica francese Sadi Carnot (24 giugno 1894) per presentare in Parlamento tre leggi fortemente repressive (le cosiddette leggi anti-anarchiche). Con queste norme verranno sciolti tutti i principali organismi anarchici e socialisti, incluso lo stesso Partito Socialista Italiano (che pure aveva rappresentanti in Parlamento).

### Processo e morte
Il 19 luglio Lega comparì davanti alla Corte d'assise di Roma e, in un'unica udienza, venne condannato a 20 anni e 17 giorni di reclusione. Nella sua autodifesa dichiarò di aver compiuto l'attentato "per protestare contro alcune classi privilegiate e contro gli oppressori... Considerai i fatti successi in Italia, gli eccidi ordinati dal governo e decisi di fare atto di rivendicazione sociale".

Il processo contro i presunti complici, a cui l'attentatore partecipò come testimone per attribuire esclusivamente a sé ogni responsabilità, si concluse con l'assoluzione per insufficienza di prove. 

Lega morì in carcere il 25 settembre 1896 nella colonia penale di San Bartolomeo a Cagliari.